# United24
United24 (Oekraïens: Об'єднані24, geromaniseerd: Objednani24 en Nederlands: Verenigd24) is een door de Oekraïense overheid gerund platform. Het is op 5 mei 2022 opgericht met als doel geld in te zamelen voor Oekraïne in de Russisch-Oekraïense Oorlog. Het geld dat via het platform verzameld wordt wordt gebruikt voor drie doelen: defensie en mijnopruiming, medische hulp en wederopbouw.

## Geschiedenis
Op 3 mei 2022 maakte de premier van Oekraïne Denys Sjmyhal bekend dat een fondsenwervingsplatform ter ondersteuning van Oekraïne snel gelanceerd zou worden.
President Volodymyr Zelensky kondigde op 5 mei 2022 de lancering van United24 aan. Als eerste onderdeel van het project kwam een online platform om geld in te zamelen online. Het ingezamelde geld wordt gebruikt voor drie doelen: defensie en mijnopruiming, humanitaire en medische hulp en de wederopbouw van Oekraïne. Al het verzamelde geld wordt gestort op rekeningen van de Nationale bank van Oekraïne (Національний банк України) en toegewezen aan de verantwoordelijke ministeries: het Ministerie van Defensie, het Ministerie van Gezondheid en het Ministerie van Infrastructuur.
Op 4 en 5 juli 2022 zijn verschillende websites, waaronder die van United24, in Rusland geblokkeerd door de Russische massamedia-censor Roskomnadzor.
In juli 2022 maakte United24 bekend dat meer dan 166 miljoen dollar aan donaties is ingezameld. Dit bedrag was in mei 2023 opgelopen tot meer dan 325 miljoen dollar en in november 2023 tot een half miljard dollar.
Sinds augustus 2022 heeft United24 een samenwerkingsverband met de Oekraïense voetbalclub FK Sjachtar Donetsk en werkt samen aan het project Pitch in for Ukraine. In dezelfde maand ontmoette president Zelensky met de ambassadeurs Andrij Sjevtsjenko en Liev Schreiber en besprak met hen een nieuw jeugdprogramma.
Van 24 februari tot en met 5 maart 2023 liep een project waarin United24, de Nationale bank en PrivatBank samenwerkten en donateurs die meer dan 300 Oekraïense hryvnia's doneerden meededen aan een loting waarin herdenkingsmunten en speciale gesigneerde bankbiljetten werden vergeven.
In oktober 2023 werden 18 appartementencomplexen met geld gedoneerd aan United24 herbouwd, waarbij het bouwproces online in 3D gevolgd kan worden. Verder werd de 19e herbouwde brug geopend als onderdeel van het pogramma Herbouw Oekraïne. Met het geld van de donaties zijn 13 gepantserde ambulances gekocht door het Oekraïense ministerie van Volksgezondheid, waarvan de eerste in oktober 2023 aan Oekraïne is afgeleverd.

## Ambassadeurs

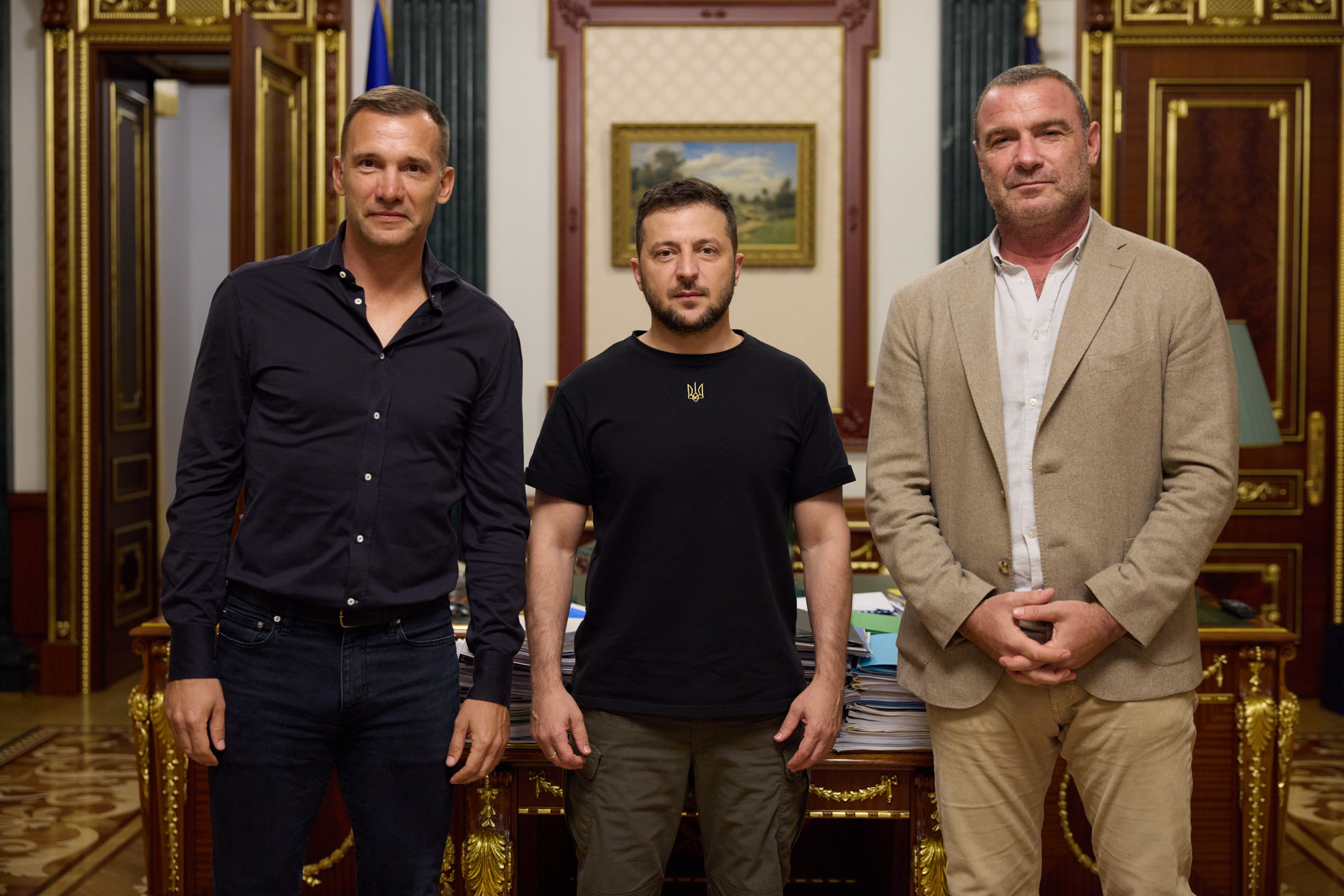
Ontmoeting tussen president Volodymyr Zelensky (midden) en ambassadeurs van United24 Andrij Sjevtsjenko (links) en Liev Schreiber (rechts) op 16 Augustus 2022

| Naam                 | Bekend als                                | Rol                 | Sinds             | Ref           |
| -------------------- | ----------------------------------------- | ------------------- | ----------------- | ------------- |
| Andrij Sjevtsjenko   | Oudvoetballer en trainer                  | Eerste ambassadeur  | 18 mei 2022       | [ 16 ] [ 17 ] |
| Elina Svitolina      | Tennisspeelster                           | Tweede ambassadrice | 7 juni 2022       | [ 18 ]        |
| Liev Schreiber       | Acteur                                    | Ambassadeur         | 6 juli 2022       | [ 5 ] [ 19 ]  |
| Imagine Dragons      | Poprockband                               | Ambassadeurs        | 25 juli 2022      | [ 20 ] [ 5 ]  |
| Demna Gvasalia       | Modeontwerper                             | Ambassadeur         | juli 2022         | [ 5 ]         |
| FK Sjachtar Donetsk  | Voetbalclub                               | Partner             | Augustus 2022     | [ 8 ]         |
| Barbra Streisand     | Actrice en zangeres                       | Ambassadrice        | 22 september 2022 | [ 21 ]        |
| Mark Hamill          | Acteur                                    | Ambassadeur         | 29 september 2022 | [ 22 ]        |
| Oleksandr Oesyk      | Bokser                                    | Ambassadeur         | 18 oktober 2022   | [ 23 ] [ 24 ] |
| Scott Kelly          | Astronaut                                 | Ambassadeur         | 27 oktober 2022   | [ 25 ]        |
| Timothy Snyder       | Historicus                                | Ambassadeur         | 2 november 2022   | [ 26 ] [ 27 ] |
| NAVI                 | E-sport-team                              | Partner             | 18 november 2022  | [ 28 ]        |
| Brad Paisley         | Countryzanger                             | Ambassadeur         | 24 januari 2023   | [ 29 ]        |
| Michel Hazanavicius  | Regisseur, producent en scenarioschrijver | Ambassadeur         | 2 februari 2023   | [ 30 ] [ 31 ] |
| Katheryn Winnick     | Actrice                                   | Ambassadrice        | 1 maart 2023      | [ 32 ]        |
| Bear Grylls          | Avonturier, schrijver en presentator      | Ambassadeur         | 29 maart 2023     | [ 33 ] [ 34 ] |
| Richard Branson      | Zakenman                                  | Ambassadeur         | 10 april 2023     | [ 35 ] [ 36 ] |
| Edvard Moser         | Psycholoog en neurowetenschapper          | Ambassadeur         | mei 2023          | [ 37 ]        |
| May-Britt Moser      | Psychologe en neurowetenschapster         | Ambassadrice        | mei 2023          | [ 37 ]        |
| Paul Nurse           | Biochemicus                               | Ambassadeur         | mei 2023          | [ 38 ]        |
| Ivanna Sachno        | Actrice                                   | Ambassadrice        | mei 2023          | [ 39 ]        |
| Francis Fukuyama     | Socioloog, politicoloog en filosoof       | Ambassadeur         | mei 2023          | [ 40 ]        |
| Oleksandr Zintsjenko | Voetballer                                | Ambassadeur         | 30 mei 2023       | [ 41 ] [ 42 ] |
| Misha Collins        | Acteur                                    | Ambassadeur         | 31 mei 2023       | [ 43 ]        |
| José Andrés          | / Chefkok                                 | Ambassadeur         | 17 september 2023 | [ 44 ] [ 45 ] |
| Mark Strong          | Acteur                                    | Ambassadeur         | 27 september 2023 | [ 46 ]        |